# Кобелль, Франц фон
Вольфганг Ксавер Франц фон Кобелль (нем. Wolfgang Xavier Franz von Kobell; 19 июля 1803, Мюнхен, Баварское курфюршество — 11 ноября 1882[…], Мюнхен) — немецкий учёный-минералог, писатель

 и фотограф.

## Биография
Родился 19 июля 1803 года в городе Мюнхене, в семье баварского государственного советника.
Окончил городскую гимназию в 1820 году.
Учился в Мюнхене, Ландсхуте, Эрлангене.
C 1826 года — профессор минералогии Мюнхенского университета.
Впервые выделил и описал 19 минералов, них: гидромагнезит, гюмбелит, дистеррит, окенит, онкозин, пектолит, рабдионит, спадаит, хлоропал.
Писал стихи и стихотворные драмы на баварском и пфальцском диалектах немецкого языка.
Был одним из первых немецких фотографов, в 1839 году он представил дагерротипы нескольких мюнхенских зданий (отдельные отпечатки сохранились).
Скончался 11 ноября 1882 года в Мюнхене.

## Семья

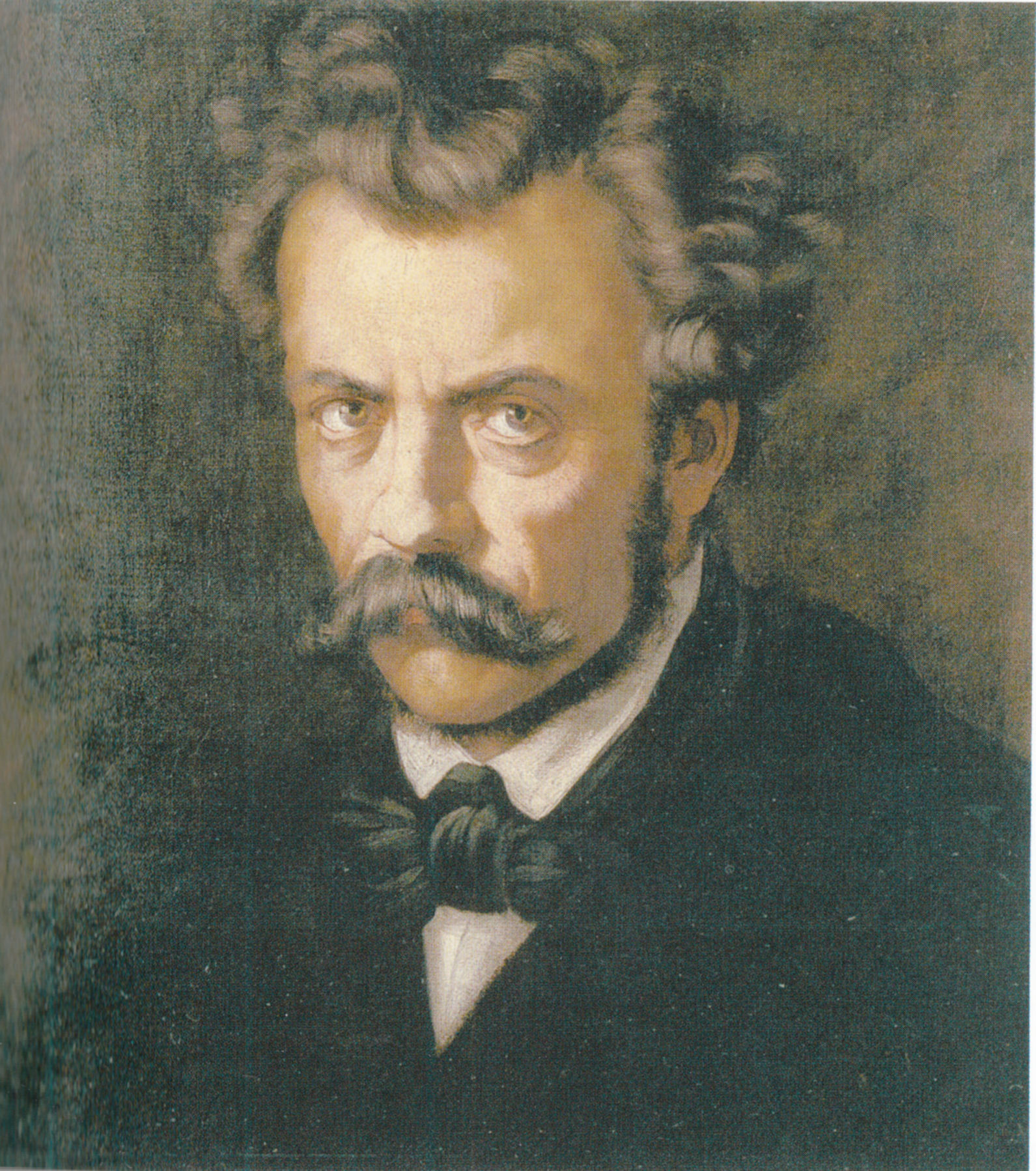
Franz von Kobell

- Дочь — писательница Луиза Айзенхардт.

## Память
В его честь назван минерал кобеллит.